# 데일 카네기
데일 카네기(Dale Breckenridge Carnegie, 1888년 11월 24일 ~ 1955년 11월 1일)는 미국의 작가, 강사이다. 미주리주 매리빌의 농장 출생이며 미주리주 워렌스버그에 위치한 University of Central Missouri(당시 Central Missouri State University)를 졸업한 뒤 네브래스카에서 교사, 세일즈맨 등으로 사회생활을 시작하였다. 1912년 YMCA에서 성인을 대상으로 하는 대화 및 연설 기술을 강연하면서 이름이 알려지게 되었다. 이후 '데일카네기코스'라는 정식명칭을 가진 강좌가 되었고, 교육은 참가자의 실천 사례를 중심으로 진행되는 특징을 보이며 선풍적인 인기를 끌었다. 이에 따라 데일카네기는 Dale Carnegie Training을 설립하였고 현재는 전세계 90개국에 데일카네기 프랜차이즈 네트워크가 형성되어 있다.
데일카네기는 세상에는 많은 능력이 존재하지만 '사람을 사귀고 친구로 만드는 능력'이야말로 가장 위대한 능력이라고 말하였다. 이러한 철학을 바탕으로 교육을 진행하였다. 그리고 그 교육에서의 실천사례와 내용을 종합하여 《데일카네기 인간관계론(How To Win Friends and Influence People)》을 저술하였다. 현재 이 책은 전세계적인 스테디셀러로 여전히 많이 판매되고 있다.
공식적인 대표 저서로는 《How To Win Friends and Influence People 인간관계론》, 《How To Stop Worrying and Start Living 행복론》, 《The Quick and Easy Way to Effective Speaking 스피치&커뮤니케이션》이 있다. 국내에는 이에 대한 다양한 번역본인 《데일카네기의 1%성공습관》, 《데일카네기 나의 멘토 링컨》, 《화술 123의 법칙》 등이 출간되었다.
데일카네기코스는 데일카네기 생전시절부터 현재까지 90개국에서 진행중인 명망있는 교육코스이다. 사람의 이름을 딴 민간 교육코스로는 유일하다. 최초에는 13주에 걸쳐, 현재는 8주~12주에 걸쳐서 참가자들의 관계/소통/리더십/스트레스 관리 등에 대한 실천적인 사례중심의 독특한 교육코스로 유명하며, 미국의 전설적인 투자자 워렌 버핏도 교육을 수료하였고 자신의 저서《Snowball》에도 수차례 언급하였다.
Dale Carnegie & Associates는 데일카네기 사후 세워진 공식 법인으로, 미국 뉴욕에 본사를 두고 있다. 전세계 90개국에 프랜차이즈 계약을 통해 교육솔루션을 유통하고 있고 한국에는 1992년 데일카네기코리아가 설립되어 현재에도 데일카네기코스와 같은 B2C, 맞춤형 기업교육인 B2B 비즈니스를 수행중에 있다.
데일카네기트레이너는 ISO9001인증에 의해 엄격하게 선발/훈련/관리되는 강사로서 데일카네기의 철학과 DNA를 계승하고 있다. 전세계 3000명이 활동중이고 국내에도 50여명의 Active Trainer가 존재한다. 그중 Carnegie Master라는 최고등급 강사는 전세계 40여명에 불과하고 한국에도 한명이 있다. 데일카네기코스를 수료하고 카네기의 철학과 스피릿, 인간의 성장을 돕고자 하는 누구라도 데일카네기 트레이너 자격에 도전할 수 있다.

## 같이 보기
- 자조론